# Volkswagen Junior Masters
Das Volkswagen Junior Masters ist ein Jugendfußballturnier für 10- bis 14-jährige Fußballspieler beiden Geschlechts, das in verschiedenen Ländern ausgetragen wird. Es wurde in Deutschland 1999 mit anfänglich 78 Mannschaften gestartet. Seit 2005 wird das Volkswagen Junior World Masters auch außerhalb von Deutschland ausgetragen.

## Volkswagen Junior Masters nach Ländern

### Deutschland
Bis heute entwickelte sich das Turnier in den Altersklassen der C-Juniorinnen und D-Junioren zu einem der größten Fußball-Nachwuchswettbewerbe Deutschlands. Mit 345 teilnehmenden Mannschaften wurde in der Saison 2011/2012 erneut ein Teilnehmerrekord vermeldet. Die interessante Mischung aus Mannschaften von kleineren und größeren Vereinen wurde über die Jahre hinweg gepflegt und ging deshalb nicht verloren. Eine weitere Besonderheit ist die Austragung des Deutschlandfinales auf dem Vereinsgelände des VfL Wolfsburg.
Darüber hinaus gibt es viele weitere attraktive Preise zu gewinnen, wie z. B. einen Besuch des DFB-Pokalfinals der Frauen, eine Reise zum UEFA EURO 2020™ Spiel Deutschland vs. Portugal oder die Teilnahme am Gothia-Cup in Göteborg, dem größten Jugendfußball-Turnier der Welt.

#### Wettbewerb
Die Turnier-Spiele werden in den sieben Volkswagen-Regionen (Nord, Ost, Mitte, Süd, Süd-West, West, Rhein-Main) ausgetragen. Am Turnier teilnehmen dürfen alle Mannschaften der D-Junioren und C-Juniorinnen, die für die aktuelle Spielzeit eine Spielgenehmigung von ihrem Landesverband besitzen.
In der Vorrunde spielen die teilnehmenden Mannschaften in 4er- und 5er-Gruppen Sieger aus, die sich dann für die Regiomasters, den regionalen Ausscheidungswettbewerben in den Regionen, qualifizieren. Die C-Juniorinnen qualifizieren sich auf Grund der geringeren Anzahl teilnehmender Mannschaften direkt für die Endrunde in Wolfsburg.

#### Finale in Wolfsburg
Die sieben Regio-Meister werden zur Abschlussveranstaltung nach Wolfsburg eingeladen. Das Wochenende beginnt mit der offiziellen Auslosung der Gruppengegner in der Volkswagen Arena. Die Gruppen- und Halbfinalspiele sowie das Mädchen-Finale werden im Nachwuchsleistungszentrum des VfL Wolfsburg ausgetragen. Das Jungenfinale wird dann direkt in der Volkswagen Arena ausgespielt, kurz vor Beginn des letzten Bundesliga-Heimspiels des VfL Wolfsburg.

#### Regeln
Die C-Juniorinnen-(Mädchen) spielen auf einem halben Großfeld (Querfeld) auf Jugendtore (5 × 2 m). Die Spieldauer beträgt 2 × 35 min. und es dürfen maximal 10 Spielerinnen eingesetzt werden. Gleichzeitig spielen dürfen jedoch nur sechs Feldspieler und ein Torwart.
Die D-Junioren-(Jungen) tragen ihre Spiele auf einem vom DFB vorgegebenen eingerückten Spielfeld (von 16er zu 16er) mit Jugendtoren (5 × 2 m) aus. Bei einer Spielzeit von 2 × 30 min. dürfen maximal 15 Spieler eingesetzt werden. Bei den D-Junioren spielen acht Feldspieler und ein Torwart.
Ansonsten gelten für die Jungen und für den Mädchen Wettbewerb jeweils die vom Deutschen Fußball-Bund (DFB) anerkannten Regeln der FIFA in Verbindung mit den Spielbedingungen des DFB und seiner Spielordnung.

#### Sieger der Volkswagen Junior Masters
|           | Mädchen                     | Jungen                 |
| --------- | --------------------------- | ---------------------- |
| 1999/2000 | TSV Crailsheim              | FC Eintracht Schwerin  |
| 2000/2001 | MSG Rolandsbogen-Oberwinter | SV Waldhof Mannheim    |
| 2001/2002 | 1. FC Union Berlin          | Tennis Borussia Berlin |
| 2002/2003 | 1. FC Union Berlin          | 1. FC Normannia Gmünd  |
| 2003/2004 | VfB Hermsdorf               | FC Füssen              |
| 2004/2005 | VfB Hermsdorf               | Wacker Burghausen      |
| 2005/2006 | SC Fortuna Köln             | 1. FC Saarbrücken      |
| 2006/2007 | FC Gütersloh 2000           | Alemannia Aachen       |
| 2007/2008 | SC 07 Bad Neuenahr          | VfL Wolfsburg          |
| 2008/2009 | FC Moos-Eittingermoos       | VfL Wolfsburg          |
| 2009/2010 | ASV Hagsfeld                | Hertha BSC             |
| 2010/2011 | TSG 1899 Hoffenheim         | Hertha BSC             |
| 2011/2012 | Bayer 04 Leverkusen         | Hertha BSC             |
| 2012/2013 | FSV Gütersloh 2009          | Hertha BSC             |
| 2013/2014 | TSG 1899 Hoffenheim         | FC Schalke 04          |
| 2014/2015 | TSG 1899 Hoffenheim         | Stuttgarter Kickers    |
| 2015/2016 | SV Meppen                   | Hertha BSC             |
| 2016/2017 | FSV Gütersloh 2009          | Hertha BSC             |
| 2017/2018 | Carl-Zeiss Jena             | SV Werder Bremen       |
| 2018/2019 | RB Leipzig                  | JSG Nordsterne Emden   |
| 2019/2020 | -                           | -                      |

### Österreich
Das Masters wird von Porsche Österreich organisiert. 2011 gewann FK Austria Wien.

### Schweiz
In der Schweiz existiert das Volkswagen Junior Masters seit 2008. Der erste Sieger war der FC Basel.

## Volkswagen Junior World Masters
Das Volkswagen Junior Masters ist weltweit in über 20 Ländern etabliert. Im Turnus von zwei Jahren, in Anlehnung an die Welt- und Europameisterschaft, wird ein internationaler Wettbewerb unter den Landessiegern ausgetragen.

### 2006 Volkswagen Junior World Masters in Wolfsburg, Deutschland
Im Jahr 2006 fand der erste internationale Vergleich der jeweiligen Landessieger statt. Ausgetragen wurde das Finale zwischen Macedonia aus Griechenland und den D-Junioren des VfL Wolfsburg kurz vor dem Anpfiff des Bundesliga Spiels VfL Wolfsburg gegen 1. FC Kaiserslautern.

### 2008 Junior European Masters in Salzburg, Österreich
Die zweite Veranstaltung wurde in Anlehnung an die Europameisterschaft 2008 in Österreich und der Schweiz in Salzburg ausgetragen. Das Teilnehmerfeld bestand nur aus europäischen Mannschaften, so dass die World Masters zum European Masters umbenannt wurden. Im Anschluss an das Finale zwischen dem späteren Sieger Fenerbahçe Istanbul und dem FC Graz Liebenau fand ein Allstar Game zwischen den Traditionsmannschaften von Österreich und Deutschland statt, dass auch im deutschen TV übertragen wurde.

### 2010 Junior World Masters in Madrid, Spanien
In 2010 wurden die Junior World Masters mit 20 Teilnehmern auf der Anlage von Real Madrid ausgespielt. Unmittelbar vor dem Primera División Spiel zwischen Real Madrid und FC Sevilla im Estadio Santiago Bernabéu wurde vor knapp 80.000 Zuschauen der Sieger des Junior World Masters, der FC Santos aus Brasilien, gekürt.

### 2012 Junior World Masters in Warschau, Polen
Die Volkswagen Junior World Masters 2012 fanden auf der Anlage von Legia Warschau in Polen statt. Extra für das Junior World Masters in Polen veranstaltete Volkswagen in Zusammenarbeit mit dem polnischen Fußball Verband das letzte Vorbereitungsspiel des EM 2012 Gastgebers Polen gegen Andorra in der Pepsi Arena zu Warschau. Am World Masters 2012 nahmen insgesamt 23 Mannschaften aus 22 Ländern teil.

### 2014 Junior World Masters in Rom, Italien
Im Mai 2014 wurden die 5. Volkswagen Junior World Masters in Rom ausgetragen. Aus 22 Ländern nahmen insgesamt 23 Mannschaften teil. Als besonderes Highlight wurde die Finalbegegnung zwischen FC Basel und Beşiktaş Istanbul im Stadio Olimpico von Rom ausgetragen. Der FC Basel setzte sich im Elfmeterschießen gegen Beşiktaş Istanbul durch.
|      | Sieger              | Finalgegner       | Ort       | Teilnehmer |
| ---- | ------------------- | ----------------- | --------- | ---------- |
| 2006 | Macedonia           | VfL Wolfsburg     | Wolfsburg | 12         |
| 2008 | Fenerbahçe Istanbul | FC Graz Liebenau  | Salzburg  | 10         |
| 2010 | FC Santos           | Hertha BSC        | Madrid    | 20         |
| 2012 | Hertha BSC          | Chievo Verona     | Warschau  | 23         |
| 2014 | FC Basel            | Beşiktaş Istanbul | Rom       | 23         |